# FR-F2
Le FR-F2 (Fusil à Répétition modèle F2) est un fusil de précision en usage dans l'Armée française depuis 1986, produit par la Manufacture d'armes de Saint-Étienne, désormais fermée.

## Description
Le FR-F2 est une évolution du FR-F1, lui-même basé sur un système dérivé du MAS 36. L'essentiel des FR-F2 sont des FR-F1 modifiés par la Manufacture d'armes de Saint-Étienne (MAS) dont le boîtier de culasse a été fraisé puis regravé.
Le FR-F2 se compose d'une crosse bois (la crosse « plastique » n'a pas été retenue car trop fragile), d'un fût anti-calorique, un manchon thermique qui a été conçu pour diffuser et répartir uniformément la chaleur dégagée par le canon. Cela évite que la partie supérieure, qui est plus chaude que la partie inférieure, ne se dilate davantage et provoque l'arcure du canon vers le bas. Secondairement, on atténue aussi le mirage et la signature thermique.
Cette arme est équipée d'une lunette APXL 806-04, une Scrome ou Nightforce NXS (Armée de l'air), une Schmidt & Bender 6x42 mil-dot (Marine) pour le tir de jour, et peut être aussi équipée d'une lunette de nuit SOPELEM OB-50 et d'un désignateur laser AIM-DLR.
Son calibre en 7,62 OTAN permet d'engager des cibles jusqu'à 850 mètres. Au-delà, est utilisé le fusil de longue portée PGM Hécate II de 12,7 mm.

## Fiche technique
- Calibre : 7,62 OTAN
- Mécanisme : répétition manuelle
- Canon : 600 mm
- Portée efficace : 600 m
- Capacité du chargeur : 10 cartouches
- Longueur totale : 1 138 mm
- Masse à vide : 5,100 kg
- Masse en ordre de combat : 6,250 kg
- Vitesse initiale du projectile : 820 m/s
- Lunette de tir : lunette félin nouvelle génération pour fusil de précision, APX L806-04, SCROME J8 Mle F1 (Armée de Terre), Nightforce NXS (Armée de l'air), Schmidt & Bender 6x42 mil-dot (Marine)

## Variantes
- F.R. F2 B, choisi par l’Armée de l’air qui en a acquis 200 exemplaires comme une arme de compétition.

Il y a souvent une confusion avec le FR-G2, qui n'est pas une nouvelle version du FR-F2. Le F.R. G2 équipe partiellement l’Armée de l’air ; il est construit à partir du MAS 36 et non du FR-F1 ou du FR-F2. En effet, GIAT Industries a présenté en 1993 un fusil de précision qui, pour un moindre coût permet des performances quasi-équivalentes avec un mécanisme du MAS 36 dont le départ a été amélioré.
Il fut proposé dans les versions suivantes :
- F.R. G1, calibre 7,62 mm OTAN, avec bipied du F.R. F1,
- F.R. G2, calibre 7,62 mm OTAN, avec bipied articulé du F.R. F2,
- F.R. G3, calibre 7 mm-08 Remington, destiné au secteur civil.

Les FR-G2 de l'Armée de l’air sont équipés d'une lunette Schmidt & Bender 6 x 42 avec réticule stadimétrique.

## Remplacement
En 2018, la direction générale de l'armement (DGA) lance un appel d'offres de 2 600 armes sur cinq ans pour le remplacement du FR-F2, sous le nom de « Fusil de Précision Semi-Automatique » (FPSA). Plusieurs entreprises européennes sont mises en concurrence, venant d’Allemagne, d’Italie, de Belgique, de Croatie, voire de République Tchèque.
L'entreprise française Verney-Carron propose un modèle baptisé VCD 10, un fusil semi-automatique à emprunt de gaz développé à partir de l'AR-10 américain. Le prix unitaire est environ de 3 500 à 4 000 euros. Par ailleurs, l'allemand Heckler & Koch propose le HK417 sniper et la FN Herstal belge le FN SCAR SSR.
En décembre 2019, FN Herstal remporte le programme FPSA, en collaboration avec OIP Sensor Systems (lunettes d'imagerie thermique) ; le FN SCAR-H PR devient le remplaçant du FR-F2 pour l’ensemble des forces françaises avec une commande de 2 600 SCAR (version Heavy-PR) avec munitions, lunettes de précision et d'imagerie thermique,.

## Galerie

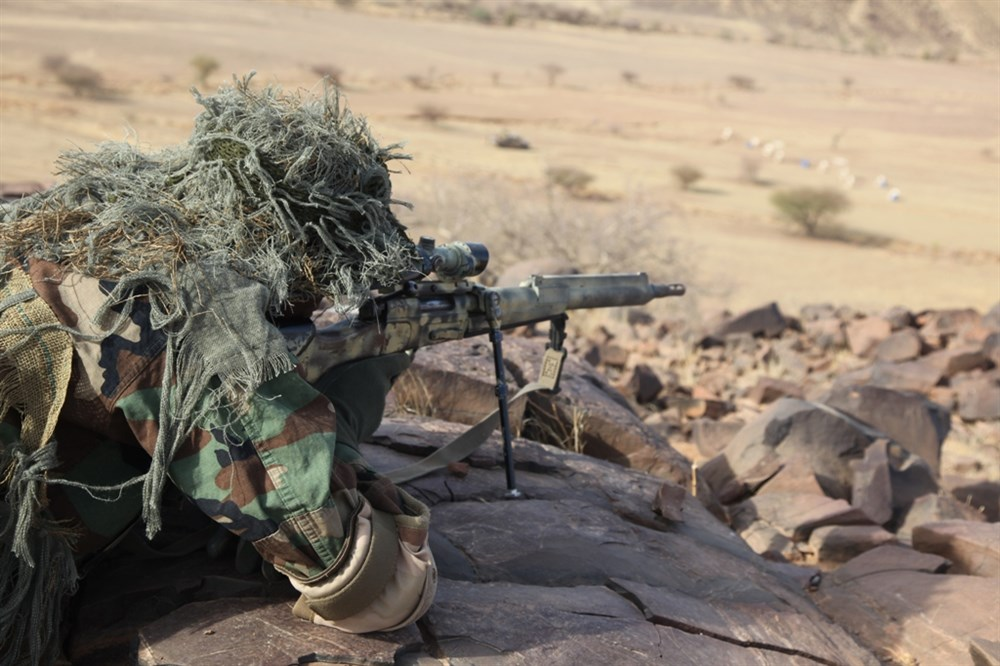
Sniper sénégalais muni d'un FR-F2 lors d'un exercice en 2013.
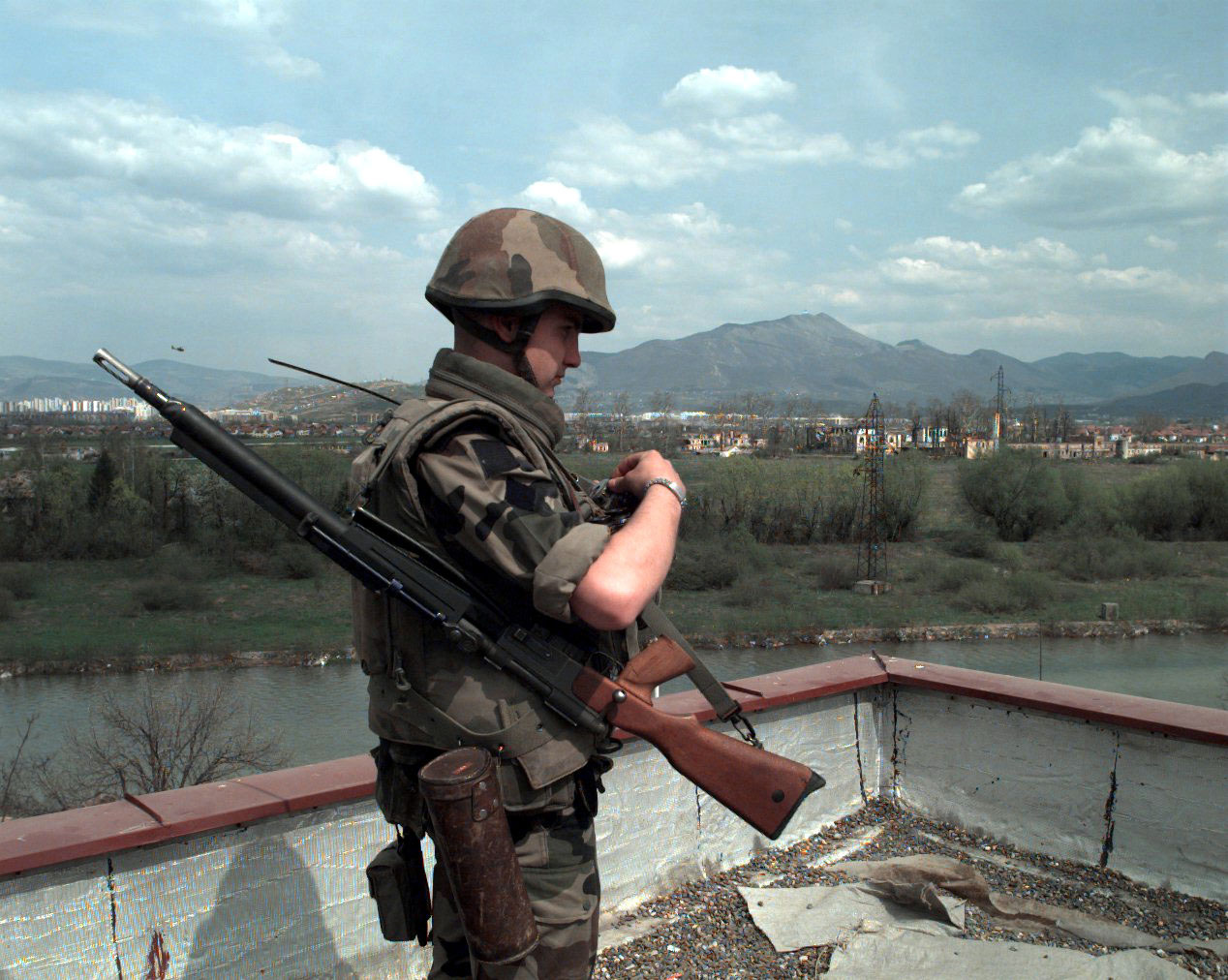
Sentinelle française de la Force de Réaction rapide (EuroFor) équipée du fusil FR-F2, gardant l'hôtel Terme à Sarajevo en 1996.
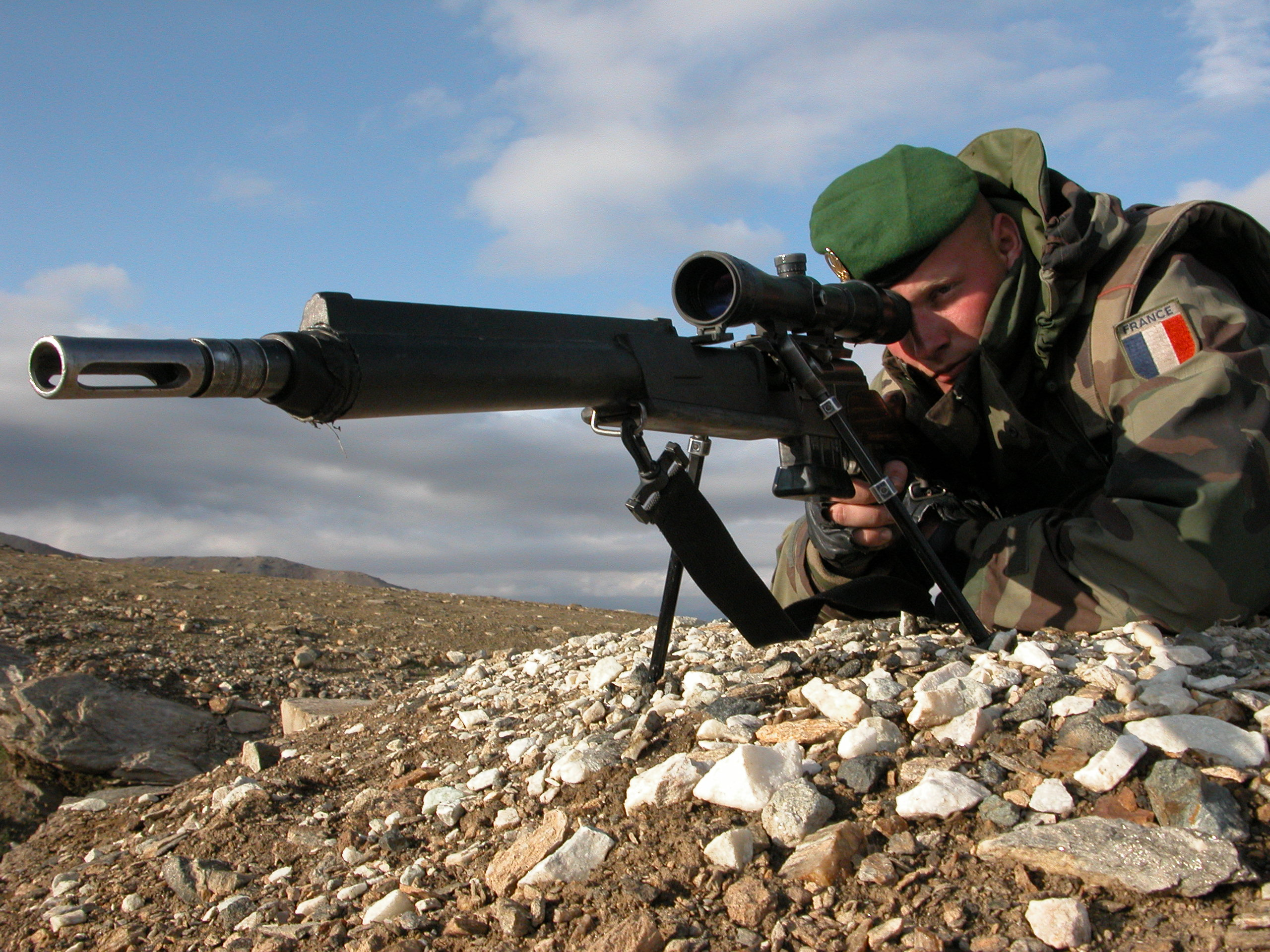
Légionnaire du 2e REI en Afghanistan.
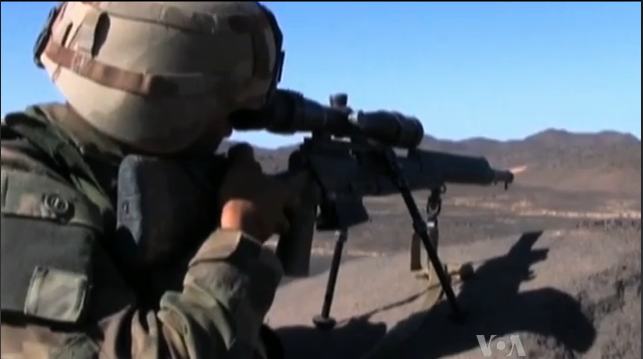
Tireur de précision français armé d'un FR-F2 en 2013 pendant l'opération Serval au Mali.
Réticule stadimétrique du FR-F2.